# Pulga Rodríguez
Luis Miguel Rodríguez (Simoca, 1 de enero de 1985), conocido popularmente como Pulga Rodríguez, es un futbolista argentino. Juega como delantero o mediapunta y su equipo actual es Colón, de la Primera B Nacional.
Es el segundo máximo goleador histórico del Club Atlético Tucumán, donde además es recordado por haber logrado el ascenso a la Primera División en 2009 y 2015 y obtener el subcampeonato de la Copa Argentina 2016-17. Es ídolo en Colón, fue elegido como figura de la Copa de la Liga Profesional 2021, en la que consiguió el primer título del club en su historia el 4 de junio de 2021.

## Biografía
| «Cuando se sufre en la infancia, lo que se logra después se valora y se cuida el doble. Uno no se olvida de aquello»—Luis Miguel Rodríguez, en entrevista para El Gráfico. |

En su infancia, Rodríguez realizó trabajos de albañilería, pintura y otros oficios para ayudar a su numerosa familia de nueve hermanos a escapar de la pobreza. Su padre, Pocholo, a pesar de las limitaciones económicas, logró comprarle un par de botines para que no siguiera jugando descalzo.
A los 13 años de edad, Rodríguez se trasladó a Italia para jugar en el Arezzo, que en esa época competía en la Serie B, la segunda división del fútbol italiano. Formó parte de las divisiones inferiores del Inter de Milán y participó en la copa mundial de fútbol base que se jugó en la isla de Gran Canaria en 2003.
Después de no conseguir un lugar en el equipo español y tras la ruptura del acuerdo con el Inter de Milán, un agente le prometió un contrato con el Craiova rumano a cambio de 500 dólares mensuales. Sin embargo, el agente desapareció, dejando a Rodríguez abandonado en una estación de trenes sin dinero, vivienda ni club, y sin conocer el idioma. Tras un largo viaje lleno de escalas, logró regresar a su hogar y le dijo a su madre, Bety, que había decidido dejar de jugar, aunque sus padres insistieron en que no trabajara para que pudiera continuar jugando.
Durante ese tiempo, Rodríguez trabajó como albañil en Bernachea-Falcon Servicios y a medio tiempo en una Central Eléctrica. Finalmente, gracias al apoyo de su hermano Walter, retomó su carrera futbolística, jugando primero en UTA, un club menor, y luego en Racing de Córdoba.

## Trayectoria

### Atlético Tucumán
Llegó a Atlético Tucumán de la mano del entrenador Jorge Solari. En Tucumán fue campeón del Torneo Argentino A en 2008 y de la Primera B Nacional en 2009.

### Newell's
Posteriormente pasó a préstamo a Newell´s Old Boys de Rosario, Santa Fe. La decisión del delantero de retornar a Tucumán estuvo vinculada con el hecho de que en los últimos partidos había perdido participación: apenas fue titular en el debut contra Estudiantes e ingresó desde el banco frente a Lanús. Incluso en el partido ante Huracán no estuvo ni siquiera en el banco de suplentes. En total, el delantero disputó 18 partidos con la camiseta de Newell’s (14 por campeonatos locales y 4 por Copa Sudamericana) y convirtió 3 goles: ante Tigre (2-0), Argentinos Juniors (2-1) y Boca Juniors (1-0).

### Atlético Tucumán (Segundo ciclo)
Tras una temporada en Newell's regresó a Atlético Tucumán, con el que se consagraría de nuevo como campeón de la Primera B Nacional en 2015 y fue finalista de la Copa Argentina 2016-17, además de disputar la Copa Libertadores 2018, en la que quedó eliminado contra Grêmio. Entre sus dos etapas en el club tucumano (2005-2010 y 2011-2018) el Pulga jugó 325 partidos con la camiseta del Decano y anotó 130 goles, siendo así el segundo máximo anotador en la historia del club (lo supera Santiago "Negro" Michal con 209).

### Colón de Santa Fe
En 2018 llegó una oferta del presidente de Colón de Santa Fe, José Vignatti, para incorporarse a su club. Con 34 años asumió un nuevo compromiso en el "Sabalero", dirigido por Julio Comesaña y donde jugó la Copa Sudamericana. En el club santafesino volvió a tener actuaciones destacadas, tanto en el Campeonato de Primera División como en la Copa Sudamericana, especialmente en esta última, donde en 2019 Colón llegó a su primera final internacional.
En su primer encuentro, frente a Argentinos Juniors marcó el primer gol y asistió a su compañero Heredia para que marcara el 2-0 definitivo, sumado a que en una contra fue partícipe de la expulsión del arquero Federico Lanzillota. Todas estas acciones lo hicieron figura del partido. Tras la renuncia de Comesaña, asumió el mando Pablo Lavallén, quien sostuvo a Rodríguez en la titularidad. 
Por la Copa Sudamericana 2019 fue figura ante Deportivo Municipal al estar presente en los tres goles, debido a sus dos asistencias (a Marcelo Estigarribia y Christian Bernardi) y al anotar el segundo gol del equipo (el tercero con la casaca "Sabalera"). Frente a Zulia marcó un importante gol en la victoria 4 a 0, dándole el pase a semifinales al conjunto sabalero. En la semifinal con Atlético Mineiro, luego de ganar en el Cementerio de los Elefantes, arrancó perdiendo el partido de vuelta, pero el Pulga anotó de penal el descuento que igualó la serie faltando sólo ocho minutos para el final, descuento que igualó el marcador global abriéndole la puerta a la serie de los penales. Allí Rodríguez definió con exquisitez el último penal, que sumado a los atajados por Burián a Réver y a Juan Cazares, posibilitó que el club santafesino llegue por primera vez en su historia a la final de una Copa internacional. En dicha instancia, enfrentó a Independiente del Valle de Ecuador por la Final de la Copa Sudamericana 2019 en la que su equipo perdería por 3 a 1. En el desarrollo del encuentro tuvo la oportunidad de convertir un penal decisivo el cual fue contenido por el arquero Jorge Pinos. Terminaría quedándose con el subcampeonato.
El 4 de junio de 2021, se proclamó campeón de la Copa de la Liga Profesional 2021 con el Club Atlético Colón, el primer título del club santafesino en sus 116 años de historia, al ganarle la final a Racing Club por 3-0. Rodríguez, además, se consagró como goleador del torneo.

### Gimnasia y Esgrima La Plata
En junio de 2021 se confirmó su llegada a Gimnasia y Esgrima La Plata luego de no lograr un acuerdo sobre su renovación de contrato con Colón y una decaida en la relación entre él y Vignatti, presidente de dicho club. Su primer gol (de penal) llegó por Copa Argentina 2021 contra  Argentinos Juniors en la derrota 3-2. Su segundo gol fue en el empate ante River Plate por el Campeonato de Primera División 2021. Tras malos resultados la dupla técnica Messera-Martini fue despedida y su lugar lo ocupó Néstor Gorosito.

### Central Cordoba
Rodríguez ficho por el equipo santiagueño en la temporada 2022/2023.

### Gimnasia de Jujuy
El pulga ficho por Gimnasia de Jujuy en la temporada 2023/2024.

### Atlético Tucuman (Tercer ciclo)
Luis ficho por Decano en la temporada 2024/2025. El 29 de julio de ese mismo año metería su primer gol desde su vuelta, en un partido contra Barracas Central, en la que el equipo de El Pulga ganaría por dos a cero.

## Selección nacional
Tuvo una breve participación en la selección absoluta de Argentina, habiendo jugado un único partido amistoso. En 2009, Rodríguez fue convocado por el entonces director técnico Diego Maradona, debido a su destacada actuación en Atlético Tucumán, para disputar un amistoso el 30 de septiembre contra Ghana. Rodríguez ingresó en sustitución de Martín Palermo en el minuto 57 del encuentro, luciendo la dorsal 16. Este evento representó un sueño hecho realidad para Rodríguez, especialmente por su admiración hacia Maradona. El encuentro concluyó con una victoria de 2-0 a favor de Argentina, con goles de Martín Palermo.

## Estadísticas
Actualizado hasta el 13 de junio de 2024.
| Club | Div.                | Temporada           | Liga         | Liga         | Liga         | Copas nacionales(1) | Copas nacionales(1) | Copas nacionales(1) | Torneos internacionales(2) | Torneos internacionales(2) | Torneos internacionales(2) | Total(3) | Total(3) | Total(3) | Media goleadora |
| Club | Div.                | Temporada           | Part.        | Goles        | Asist.       | Part.               | Goles               | Asist.              | Part.                      | Goles                      | Asist.                     | Part.    | Goles    | Asist.   | Media goleadora |
| --- | ------------------- | ------------------- | ------------ | ------------ | ------------ | ------------------- | ------------------- | ------------------- | -------------------------- | -------------------------- | -------------------------- | -------- | -------- | -------- | --------------- |
| Atlético Tucumán Argentina |                     |                     |              |              |              |                     |                     |                     |                            |                            |                            |          |          |          |                 |
| 3.ª | 2007-08             | 28                  | 7            | 0            | Inexistentes | Inexistentes        | Inexistentes        | Inexistentes        | Inexistentes               | Inexistentes               | 28                         | 7        | 0        | 0.25     |                 |
| 2.ª | 2008-09             | 33                  | 20           | 4            | Inexistentes | Inexistentes        | Inexistentes        | Inexistentes        | Inexistentes               | Inexistentes               | 33                         | 20       | 4        | 0.61     |                 |
| 1.ª | 2009-10             | 29                  | 8            | 2            | Inexistentes | Inexistentes        | Inexistentes        | Inexistentes        | Inexistentes               | Inexistentes               | 29                         | 8        | 2        | 0.28     |                 |
| 2.ª | 2010-11             | 10                  | 1            | 1            | Inexistentes | Inexistentes        | Inexistentes        | Inexistentes        | Inexistentes               | Inexistentes               | 10                         | 1        | 1        | 0.1      |                 |
| 2.ª | 2011-12             | 15                  | 4            | 4            | Inexistentes | Inexistentes        | Inexistentes        | Inexistentes        | Inexistentes               | Inexistentes               | 15                         | 4        | 4        | 0.27     |                 |
| 2.ª | 2012-13             | 32                  | 20           | 5            | 3            | 1                   | 2                   | Inexistentes        | Inexistentes               | Inexistentes               | 35                         | 21       | 7        | 0.6      |                 |
| 2.ª | 2013-14             | 29                  | 13           | 10           | Inexistentes | Inexistentes        | Inexistentes        | Inexistentes        | Inexistentes               | Inexistentes               | 29                         | 13       | 10       | 0.45     |                 |
| 2.ª | 2014                | 16                  | 6            | 4            | Inexistentes | Inexistentes        | Inexistentes        | Inexistentes        | Inexistentes               | Inexistentes               | 16                         | 6        | 4        | 0.38     |                 |
| 2.ª | 2015                | 32                  | 17           | 6            | 1            | 0                   | 0                   | Inexistentes        | Inexistentes               | Inexistentes               | 33                         | 17       | 6        | 0.52     |                 |
| 1.ª | 2016                | 15                  | 5            | 2            | 1            | 0                   | 0                   | Inexistentes        | Inexistentes               | Inexistentes               | 16                         | 5        | 2        | 0.31     |                 |
| 1.ª | 2016-17             | 21                  | 4            | 3            | Inexistentes | Inexistentes        | Inexistentes        | 8                   | 1                          | 2                          | 29                         | 5        | 5        | 0.17     |                 |
| 1.ª | 2017-18             | 20                  | 6            | 4            | 5            | 2                   | 1                   | 9                   | 7                          | 0                          | 34                         | 15       | 5        | 0.44     |                 |
| 1.ª | 2018-19             | 12                  | 8            | 4            | 2            | 0                   | 0                   | 4                   | 0                          | 0                          | 18                         | 8        | 4        | 0.44     |                 |
| Total club | Total club          | 292                 | 119          | 49           | 12           | 3                   | 3                   | 21                  | 8                          | 2                          | 325                        | 130      | 54       | 0.4      |                 |
| Newell's Old Boys Argentina |                     |                     |              |              |              |                     |                     |                     |                            |                            |                            |          |          |          |                 |
| 1.ª | 2010-11             | 14                  | 3            | 1            | Inexistentes | Inexistentes        | Inexistentes        | 4                   | 0                          | 1                          | 18                         | 3        | 2        | 0.17     |                 |
| Total club | Total club          | 14                  | 3            | 1            | 0            | 0                   | 0                   | 4                   | 0                          | 1                          | 18                         | 3        | 2        | 0.17     |                 |
| Colón Argentina |                     |                     |              |              |              |                     |                     |                     |                            |                            |                            |          |          |          |                 |
| 1.ª | 2018-19             | 8                   | 3            | 1            | 3            | 1                   | 1                   | 3                   | 1                          | 4                          | 14                         | 5        | 6        | 0.36     |                 |
| 1.ª | 2019-20             | 18                  | 3            | 6            | 12           | 6                   | 0                   | 7                   | 3                          | 0                          | 37                         | 12       | 6        | 0.32     |                 |
| 1.ª | 2021                | Inexistentes        | Inexistentes | Inexistentes | 14           | 8                   | 6                   | -                   | -                          | -                          | 14                         | 8        | 6        | 0.57     |                 |
| 1.ª | 2022                | 20                  | 7            | 2            | 11           | 5                   | 3                   | 4                   | 1                          | 1                          | 35                         | 13       | 6        | 0.37     |                 |
| Total club | Total club          | 46                  | 13           | 9            | 40           | 20                  | 11                  | 14                  | 5                          | 5                          | 101                        | 38       | 24       | 0.38     |                 |
| Gimnasia y Esgrima (LP) Argentina |                     |                     |              |              |              |                     |                     |                     |                            |                            |                            |          |          |          |                 |
| 1.ª | 2021                | 21                  | 8            | 3            | 1            | 1                   | 0                   | Inexistentes        | Inexistentes               | Inexistentes               | 22                         | 9        | 3        | 0.41     |                 |
| Total club | Total club          | 21                  | 8            | 3            | 1            | 1                   | 0                   | Inexistentes        | Inexistentes               | Inexistentes               | 22                         | 9        | 3        | 0.41     |                 |
| Central Córdoba Argentina |                     |                     |              |              |              |                     |                     |                     |                            |                            |                            |          |          |          |                 |
| 1.ª | 2023                | 9                   | 0            | 0            | 11           | 3                   | 1                   | Inexistentes        | Inexistentes               | Inexistentes               | 19                         | 3        | 1        | 0.16     |                 |
| Total club | Total club          | 9                   | 0            | 0            | 11           | 3                   | 1                   | Inexistentes        | Inexistentes               | Inexistentes               | 19                         | 3        | 1        | 0.16     |                 |
| Gimnasia y Esgrima (J) Argentina |                     |                     |              |              |              |                     |                     |                     |                            |                            |                            |          |          |          |                 |
| 2° | 2024                | 16                  | 5            | 3            | Inexistentes | Inexistentes        | Inexistentes        | Inexistentes        | Inexistentes               | Inexistentes               | 16                         | 5        | 3        | 0.31     |                 |
| Total club | Total club          | 16                  | 5            | 3            | Inexistentes | Inexistentes        | Inexistentes        | Inexistentes        | Inexistentes               | Inexistentes               | 16                         | 5        | 3        | 0.31     |                 |
| Total en su carrera | Total en su carrera | Total en su carrera | 393          | 144          | 64           | 64                  | 26                  | 14                  | 39                         | 13                         | 8                          | 501      | 190      | 87       | 0.38            |
| (1) Incluye Copa Argentina y Copa de la Liga Profesional.(2) Incluye Conmebol Sudamericana y Conmebol Libertadores. (3) Media de goles por encuentro. No incluye goles en partidos amistosos. |                     |                     |              |              |              |                     |                     |                     |                            |                            |                            |          |          |          |                 |

## Palmarés

### Títulos nacionales
| Título             | Equipo           | País      | Año  |
| ------------------ | ---------------- | --------- | ---- |
| Torneo Argentino A | Atlético Tucumán | Argentina | 2008 |
| Primera B Nacional | Atlético Tucumán | Argentina | 2009 |
| Primera B Nacional | Atlético Tucumán | Argentina | 2015 |
| Copa de la Liga    | Colón            | Argentina | 2021 |

## Distinciones individuales
| Distinción                                          | Año  |
| --------------------------------------------------- | ---- |
| Máximo goleador de la Primera B Nacional (20 goles) | 2009 |
| Máximo goleador de la Primera B Nacional (20 goles) | 2013 |
| Máximo goleador de la Copa Sudamericana (5 goles)   | 2017 |
| Parte del XI ideal de la Copa Argentina             | 2017 |
| Parte del Equipo Ideal de la Copa Sudamericana      | 2019 |
| Máximo goleador de la Copa de la Liga (6 goles)     | 2020 |
| Máximo goleador de la Copa de la Liga (8 goles)     | 2021 |
| Mejor jugador de la Copa de la Liga                 | 2021 |